# Gerard Bonnier
Gerard Bonnier, född 7 mars 1917, död 14 december 1987, var en svensk förläggare i Bonnierföretagen, son till Åke Bonnier d.ä. Han gifte sig 1942 med Elisabeth "Peggy" Holmén (1922–2013) och blev far till Karl Otto, Eva, Pontus och Åke.
Efter studentexamen 1935 började han 1936 arbeta i Albert Bonniers förlag, där han 1946 blev delägare och 1951 vice VD. År 1953 efterträdde han sin farbror Kaj Bonnier som VD i Albert Bonniers förlag, en post han behöll till 1978, varefter han fortsatte som styrelseordförande. Sedan 1941 satt han i styrelsen för Åhlén & Åkerlunds förlag. Han var medlem av Svenska Bokförläggareföreningen sedan 1955, och var dess vice ordförande 1960–1972 och ordförande 1972–1980.
Vid sidan av arbetet odlade han ett intresse för samtida konst och var engagerad i flera föreningar. Han var ordförande 1948–1951 i Föreningen för nutida konst, medlem sedan 1953 och ordförande 1961–1977 i Moderna museets vänner och styrelseledamot i Sveriges allmänna konstförening sedan 1959. Han var också 1956–1970 ordförande i Eva Bonniers donationsnämnd. År 1964 blev han hedersledamot av Akademien för de fria konsterna.